# Реальність кусається
«Реальність кусається» (англ. Reality Bites) — американський художній комедійний фільм 1994 року, який є режисерським дебютом Бена Стіллера. Головні ролі в ньому зіграли Вайнона Райдер, Ітан Гоук та Стіллер, а другорядні ролі Джанін Гарофало та Стів Зан. Фільм був знятий за 42 дні в техаських містах Остіні та Г'юстоні.

## Анотація
Після отримання дипломів четверо друзів стикаються із труднощами тепер вже дорослого життя. Трой (Ітан Гоук) відкидає всі основні цінності американського суспільства, Вікі (Джанін Гарофало) пригнічує побут, приклад батьків і уявна стабільність в житті, Сем (Стів Зан) гомосексуал, він не впевнений ні в собі, ні в своїх цілях, а Ленні (Вайнона Райдер) знімає документальний фільм про своїх друзів і мріє змінити світ.

## У ролях
| Актор           | Роль             |
| --------------- | ---------------- |
| Вайнона Райдер  | Лелайна Пірс     |
| Ітан Гоук       | Трой Дайєр       |
| Бен Стіллер     | Майкл Грейтс     |
| Джанін Гарофало | Вікі Майнер      |
| Стів Зан        | Семмі Грей       |
| Свузі Керц      | Чарлін Макгрегор |
| Рене Зеллвегер  | Теймі            |
| Енн Міра        | Луїза            |
| Енді Дік        | Рок              |
| Кіт Девід       | Роджер           |